# リー・カルホーン
リー・クインシー・カルホーン、またはカルフーン (Lee Quincy Calhoun、1933年2月23日 - 1989年6月22日)は、アメリカ合衆国ミシシッピ州出身の元陸上競技選手。110mハードルで1956年メルボルンオリンピック、1960年ローマオリンピックと2大会連続金メダルを獲得した選手である。

## 経歴
1956年メルボルンオリンピックに出場したカルホーンは110mハードル決勝に進出し、同僚のジャック・デービスをゴール前わずかにかわし、金メダルを獲得。優勝タイムの13.5秒は自己ベストを約1秒も縮めるという驚異的な自己ベストであった。
2連覇を目指した1960年ローマオリンピックの直前に、カルホーンは13秒2の世界タイ記録を樹立。オリンピックでは優勝候補と目され、決勝では同僚のウィリー・メイと13秒8の同タイムながらわずかに先着し、2大会連続の金メダルを獲得した。
カルホーンは、ノースカロライナ中央大学の学生であった1956年、1957年には全米学生選手権の120ヤードハードルで優勝し、さらにAAU選手権でも110mハードルでは1956年、1959年、120ヤードハードルでも1957年に優勝している。
カルホーンは引退後、大学の陸上部のコーチとして複数の大学において従事。1976年モントリオールオリンピックではコーチとして参加している。

## 主な実績
| 年   | 大会                   | 場所                       | 種目         | 結果 | 記録   |
| ---- | ---------------------- | -------------------------- | ------------ | ---- | ------ |
| 1956 | オリンピック           | メルボルン(オーストラリア) | 110mハードル | 1位  | 13.5秒 |
| 1959 | パンアメリカンゲームズ | シカゴ(アメリカ合衆国)     | 110mハードル | 2位  | 13.7秒 |
| 1960 | オリンピック           | ローマ(イタリア)           | 110mハードル | 1位  | 13.8秒 |

## 関連書籍
- ロベルト・L・ケルチェターニ著 『近代陸上競技の歴史 1860-1991 誕生から現代まで<男女別>』 ベースボール・マガジン社 1992年、114-116ページ ISBN 4-583-02945-4